# Айело дел Сабато
Айѐло дел Са̀бато (на италиански: Aiello del Sabato; на неаполитански: Aiello do Sabbato, Айело до Сабато) е малко градче и община в Южна Италия, провинция Авелино, регион Кампания. Разположено е на 425 m надморска височина. Населението на общината е 3971 души (към 2010 г.).